# Cocieri
Cocieri es una comuna de Moldavia, centro administrativo del distrito de Dubăsari. Se localiza en la parte oriental del país, junto al río Dniéster. Cocieri agrupa a dos localidades: Cocieri y Vasilievca. Tras la guerra de Transnistria de 1992, la ciudad permaneció bajo control de la República de Moldavia. 

## Población
Según el censo de 2014, la comuna tenía una población total de 3885, de los cuales 1944 eran hombres y 1941 mujeres. En cuanto a la composición étnica, una mayoría —el 95,7% de la población total— eran de origen moldavo, con minorías de rusos (2,4%) y ucranianos (0,8%).

## Personajes ilustres
- Vlad Ioviță (1935-1983), director de cine, guionista y novelista.